# Сем Вудьярд
Се́мюел Ву́дьярд (англ. Samuel Woodyard; 7 січня 1925, Елізабет, Нью-Джерсі — 20 вересня 1988, Париж, Франція) — американський джазовий ударник.

## Біографія
Народився 7 січня 1925 року в Елізабеті (штат Нью-Джерсі). Самоук; грав з місцевими гуртами в районі Ньюарка (штат Нью-Джерсі). Приєднався до ритм-енд-блюзового гурту Пола Гейтена (1950—51), грав з Джо Голідеєм (1951), Роєм Елдриджем (1952), Мілтом Бакнером (1953—55). 
У липні 1955 року приєднався до Дюка Еллінгтона, з яким залишався, з невеликими перервами, до листопаду 1966 року; також виступав з окрестром Мерсера Еллінгтона у клубі Birdland, коли Дюк перебував в Європі влітку 1959 року. Акомпанував Еллі Фітцджеральд; переїхав до Лос-Анджелесу, де виступав рідко через хворобу; лише іноді грав на ударних і конга з Біллом Беррі, Дюком Еллінгтоном, Бадді Річем. Гастролював в Європі наприкінці 1970-х років, часто з Клодом Боллінгом. Останні роки своєї кар'єри провів в Європі.
Помер 20 вересня 1988 року у Парижі (Франція) у віці 63 років.